# 前田正博 (地方公務員)
前田 正博（まえだ まさひろ、1948年または1949年 - ）は、日本の地方公務員。元東京都下水道局長。瑞宝小綬章受章。

## 人物・経歴
1971年 (昭和46年) 7月 東京都庁入庁、1984年4月 下水道局第5建設事務所設計課長、1989年 (平成元年) 12月 都市計画局副主幹、1991年6月 同局総合計画部建設残土対策担当課長、1993年12月 下水道局計画部総合計画課長、1996年7月 同局参事、1998年7月 同局中部建設事務所、1999年6月 同局技術開発担当部長、2000年8月 同局流域下水道本部技術部長、2001年7月 同局施設管理部長、2002年7月 同局流域下水道本部長、2004年7月 知事本局次長。2005年7月 二村保宏の後任として下水道局長。債務残高の減少や職員定数削減、東京電力と炭化事業に取り組むなど財政健全化を進めた。2008年6月 今里伸一郎を後任に都庁退職。
退職後に東京都下水道サービス社長、日本SPR工法協会会長。

## 栄典
- 2020年4月 令和2年春の叙勲で地方行政事務功労により瑞宝小綬章を受章[1]